# Hans Classen
Hans Classen (* 3. August 1889 in Aachen; † 9. Mai 1971 in Bonn) war ein deutscher Bergmann und Ministerialbeamter.

## Leben und Tätigkeit
Er war der Sohn von Martin Classen und dessen Ehefrau Maria Classen geborene Schauseil aus Aachen. Nach dem Abitur am Kaiser-Wilhelm-Gymnasium in Aachen 1908 studierte Hans Classen Bergbau in Bonn und Aachen. Er nahm von 1914 bis 1918 am Ersten Weltkrieg teil, aus dem er als Leutnant der Reserve des 1. Garde-Feldartillerie-Regiments zurückkehrte. 
Seit 1919 war er im Bergbau tätig und wurde 1920 zum Bergassessor ernannt. Bis 1925 war Hans Classen aktiv im Eschweiler Bergwerks-Verein. 1926 trat er in den Dienst der preußischen Bergbehörde. 1927 wechselte er an das Bergrevier Dinslaken. 1942 erfolgte seine Ernennung zum  Oberbergamtsdirektor am Oberbergamt Saarbrücken, wo er bis 1950 im Dienst blieb. Danach wechselte Hans Classen an das Bundesministerium für Wirtschaft in Bonn, wo er zum Ministerialdirigent und Leiter der Unterabteilung III A (Bergbau) ernannt wurde. 1955 trat er im Alter von 66 Jahren in den Ruhestand und lebte bis zu seinem Tod 1971 in Bonn. Auch nach seinem Ausscheiden aus dem aktiven Dienst war Hans Classen weiterhin unterstützend bei der Bearbeitung besonderer bergbaulicher Themen tätig.

## Familie
Hans Classen war verheiratet mit Marie-Theres Schürmann, der Tochter des Rentners Eugen Schürmann aus Münster und dessen Ehefrau Margarethe geborene Bauwens.

## Ehrungen
- 1959: Großes Verdienstkreuz des Verdienstordens der Bundesrepublik Deutschland